# Cystotricha
Cystotricha is een monotypisch geslacht van schimmels uit de orde Helotiales. Het bevat alleen Cystotricha striola.